# Béla Károly
Béla Károly (Budapest, 28 novembre 1893 – Budapest, 10 dicembre 1972) è stato un calciatore e allenatore di calcio ungherese.

## Carriera
Nel 1929 Béla Károly cominciò la sua lunga avventura al Foggia. Il suo arrivo segnò una svolta per i satanelli. Il magiaro portò in rossonero l'attaccante italo-belga Alfredo Marchionneschi, che già aveva avuto con sé alla SPAL, per formare il cosiddetto Foggia delle 3M, dalle iniziali del trio d'attacco che Marchionneschi componeva con Montanari e Marchetti. L'allenatore riuscì a guidare la squadra verso il vertice del campionato di Prima Divisione e sfiorò la promozione in Serie B per tre anni di fila. Durante il campionato 1930-31, con sette vittorie consecutive, Károly firmò la miglior serie positiva della storia del Foggia.
Nel 1932-1933 venne chiamato alla guida della Cremonese, in Serie B, da Giuseppe Carotti. L'obiettivo era quello di conquistare la promozione in Serie A. La squadra partì bene, ma crollò alla distanza, ottenendo solo un dodicesimo posto.
Nel 1935-1936, alla nona giornata di campionato, sostituì Umberto Zanolla alla guida del Taranto, impegnato nel primo campionato di Serie B della sua storia. Károly non riuscì a evitare la retrocessione della squadra pugliese in Serie C.
Nel 1937-1938 Károly conquistò una promozione in Serie C con la Ternana, piazzandosi terzo nel girone unico della Prima Divisione Umbra, e vincendo anche una Coppa Italia centrale. Guidò la squadra fino alla stagione seguente, quando venne esonerato per far posto a Ancillotto Ancillotti.
Nel 1939-1940 Károly guidò la Salernitana a un campionato di vertice in Serie C. La squadra concluse la stagione al terzo posto, mancando di un solo punto la qualificazione al Girone Finale, che avrebbe permesso l'accesso alla Serie B.

## Palmarès

### Allenatore

#### Competizioni nazionali
- Prima Divisione: 1

Catania: 1933-1934

#### Competizioni regionali
- Coppa dell'Italia Centrale: 1

Borzacchini Terni: 1937-1938